# Cromoceno
El cromoceno es un compuesto organometálico de cromo de fórmula (C5H5)2Cr, a menudo abreviado como Cp2Cr. Este sólido volátil, rojo oscuro, se clasifica dentro de los denominados compuestos sándwich y, más específicamente, como un metaloceno. Se forma un complejo sándwich análogo al ferroceno, pero no sigue la regla de los 18 electrones, porque sólo tiene 16 electrones de valencia. El cromoceno fue descrito por primera vez en 1953.

## Estructura y enlace

Cromoceno: Conformación alternada (izquierda) y conformación eclipsada (derecha).

En la estructura cristalina del cromoceno, la longitud media de enlace Cr-C se determinó por difracción de rayos X como 215,1(13) pm. Como en el ferroceno, los anillos de ciclopentadienilo están también en la conformación eclipsada y escalonada-alternada. 
Es paramagnético y altamente reductor. Al igual que otros derivados de metaloceno, el cromoceno sublima rápidamente a vacío, y es soluble en disolventes orgánicos no polares. Es altamente reactivo en agua y con el aire puede incendiarse espontáneamente al entrar en contacto.

## Obtención
El cromoceno se prepara mediante la reacción del cloruro de cromo (II) con ciclopentadienuro de sodio, en tetrahidrofurano (THF) como disolvente. El primer paso consiste en sintetizar el cloruro de cromo (II) anhidro y después el cromoceno:
{\displaystyle \mathrm {Cr\ +\ 2\ HCl\ {\xrightarrow[{THF}]{}}\ CrCl_{2}\ +\ H_{2}} }
{\displaystyle \mathrm {CrCl_{2}\ +\ 2\ Na(C_{5}H_{5})\ {\xrightarrow[{THF}]{}}\ Cr(C_{5}H_{5})_{2}\ +\ 2\ NaCl} }
La síntesis directa del cromoceno con cloruro de cromo (II) y ciclopentadienuro de sodio es también posible:
{\displaystyle \mathrm {CrCl_{2}\ +\ 2\ Na\ +2\ C_{5}H_{6}\ {\xrightarrow[{THF}]{}}\ Cr(C_{5}H_{5})_{2}\ +\ 2\ NaCl+\ H_{2}} }
El análogo decametilcromoceno (Cr[C5(CH3)5]2), se prepara de forma similar a la primera reacción utilizando pentametilciclopentadienil-litio (es un ciclopentadienuro de litio que en vez de "H" tiene "CH3"), LiC5(CH3)5.
El cromoceno también puede prepararse a partir de cloruro de cromo (III) en un proceso rédox:
{\displaystyle \mathrm {2\ CrCl_{3}\ +\ 6\ Na(C_{5}H_{5})\ {\xrightarrow {\ }}2\ Cr(C_{5}H_{5})_{2}\ +\ C_{10}H_{10}+\ 6\ NaCl} }
El hexacarbonilo de cromo puede ser oxidado por el ciclopentadieno en presencia de dietilamina para producir cromoceno. Los protones retirados se reducen para producir hidrógeno gas:
{\displaystyle \mathrm {Cr(CO)_{6}\ +\ 2\ C_{5}H_{6}\ {\xrightarrow {\ }}Cr(C_{5}H_{5})_{2}\ +\ 6\ CO+\ H_{2}} }

## Aplicaciones
Al igual que algunos otros metalocenos, los ligandos de ciclopentadienilo del cromoceno son desplazables, y se pueden sustituir por otros. El cromoceno cuando se combina con gel de sílice, da el catalizador "Union Carbide" usado en la polimerización de etileno y otros alquenos, aunque existen otras rutas sintéticas para la formación de este importante catalizador. El cromoceno se descompone en la superficie de la sílice para generar centros activos organometálicos altamente reactivos que son responsables de la catálisis.
El cromoceno proporciona una ruta conveniente para la preparación de la forma anhidra de acetato de cromo (II), un precursor útil para la síntesis de otros compuestos de cromo(II). La reacción implica el desplazamiento de los ligandos ciclopentadienilo por la formación de ciclopentadieno:
{\displaystyle \mathrm {4\ CH_{3}COOH\ +\ 2\ Cr(C_{5}H_{5})_{2}\ {\xrightarrow {\ }}Cr_{2}(O_{2}CH_{3})_{4}\ +\ 4\ C_{5}H_{6}} }

## Seguridad
Los compuestos de cromo son tóxicos, incluso aunque las especies de Cr(VI) se consideran generalmente más peligrosa que los compuestos de cromo reducidos, el cromoceno es altamente reactivo con el aire y puede incendiarse cuando está expuesto a la atmósfera.